# 黑色大理石
黑色大理石（Lapis Niger）位于意大利罗马元老院前面的户外集会场（Comitium），在周围古罗马一系列祭祀神祠顶部的神圣位置。这个名称最初指的是黑色的石碑，上面有已知最早的拉丁文铭文。后来由卢基乌斯·科尔内利乌斯·苏拉或恺撒覆盖了黑色大理石砖。 
在古罗马广场许多罗马共和国和罗马帝国早期的古代碑文都提到，这一地点的意义在一段时间内已经改变，但是对于罗马人始终是具有重大意义的地点。黑色大理石在19世纪末被意大利考古学家贾科莫波尼（Giacomo Boni）重新发现。这是已知最古老的拉丁文铭文。